# Heliomata cycladata
Heliomata cycladata är en fjärilsart som beskrevs av Augustus Radcliffe Grote 1866. Heliomata cycladata ingår i släktet Heliomata och familjen mätare. Inga underarter finns listade i Catalogue of Life.

## Bildgalleri

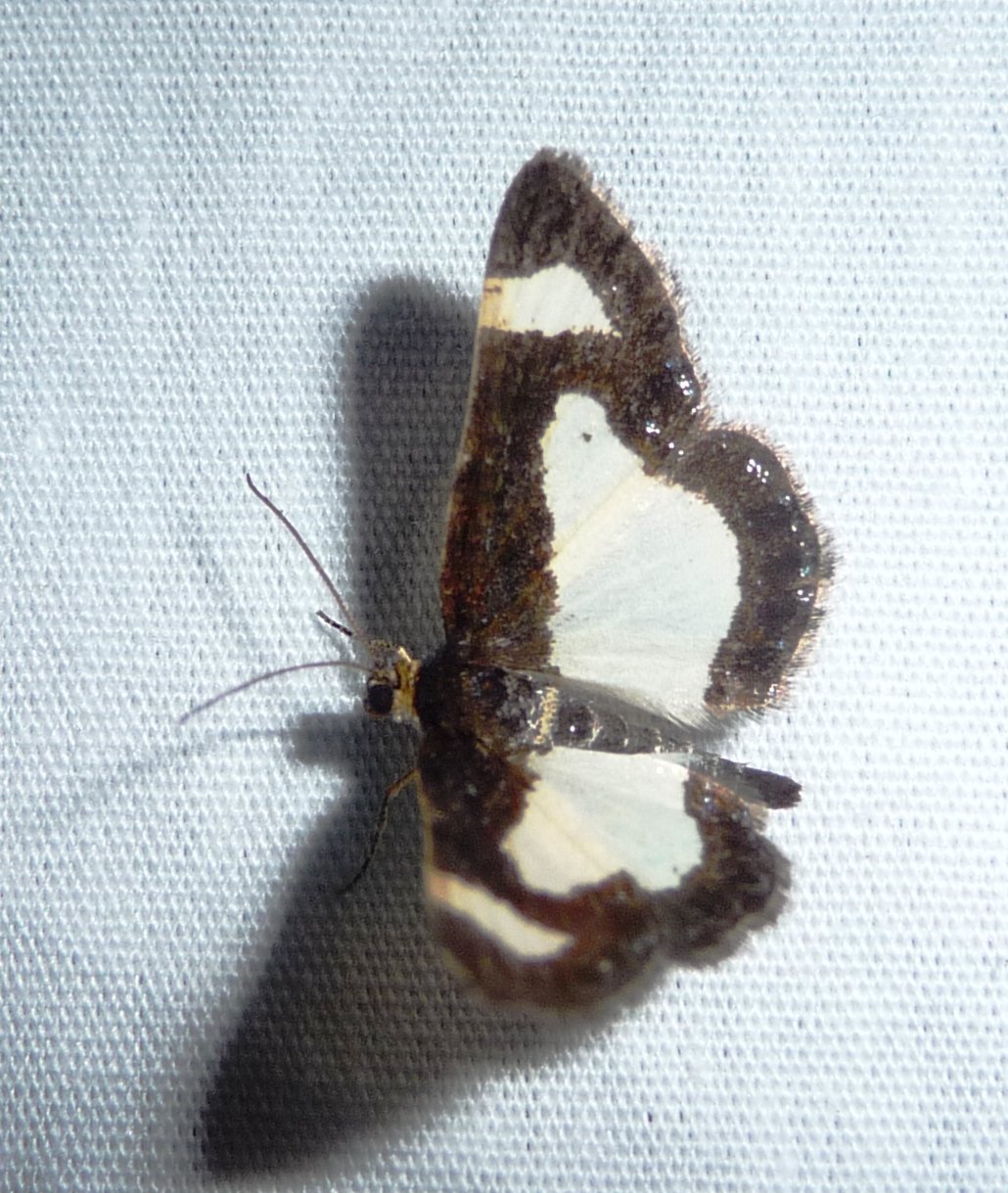
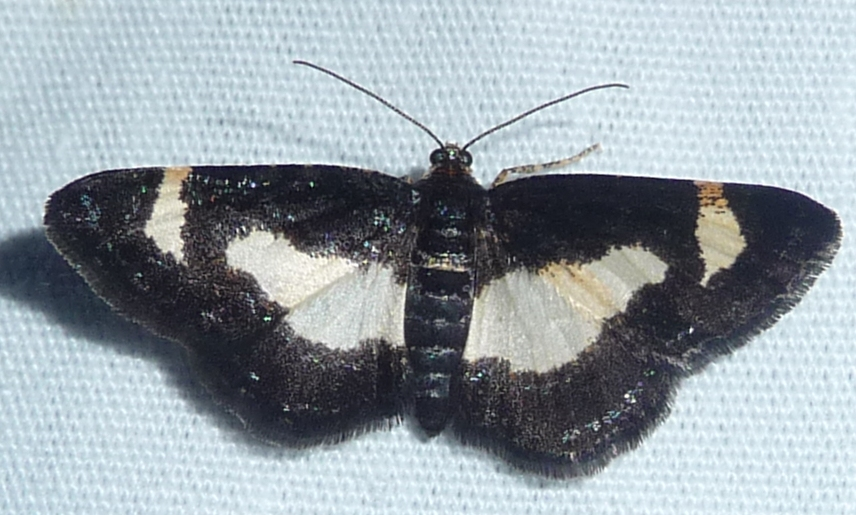